# Piræus
Piræus (græsk: Πειραιεὺς Peiraiéfs nygræsk: Πειραιάς Peiraiás or Pireás) er en by i udkanten af Attika i Grækenland, syd for Athen. Den var havneby for Athen i oldtiden og blev udvalgt til at være den moderne havn, da Athen blev gengrundlagt i 1834. Piræus er stadig et stort shipping- og industricentrum og er endestation for Linje 1 (grøn linje), den elektriske jernbanelinje, der nu er indarbejdet i Athens Metro.
Piræus nomarchia, der inkluderer det omgivende land og nogle af øerne i den Saroniske Golf, består af et stenet landskab, der bl.a. inkluderer tre naturlige havne, en stor mod nordvest, der er en vigtig havn for det østlige Middelhav, og to mindre, Zea og Mikrolimano, der bruges til flådeformål. Den store havn betjener færgeruter til næsten hver eneste ø i den østlige del af Grækenland, øen Kreta, Kykladerne, de Dodekanesiske øer og store dele af det nordlige og østlige Ægæiske hav.
Piræus er hjemby for Grækenlands mest succesrige sportsklub, Olympiakos.

## Drapetsona og Piræus kirkegård
Ved den nordlige indgang til Piræus og halvanden kilometer vest for Piræus centrum ligger bydelen Drapetsona, der var del af Piræus indtil 1951, hvor den blev adskilt som selvstændig bydel. I Drapetsona var kirkegården for Piræus anlagt i 1834 omkring kirken for Sankt Dionysios. Samtidig opstod der også en del bordeller vest for denne kirke. 

I slutningen af det 19. århundrede blev Drapetsona vigtig for industriel bebyggelse i Piræus. Den første store havnebygning var Vasileiadis Skibsværftet, anlagt i 1898. Derefter blev andre industrier også etableret og fabrikker bygget som gødningsfabrikken i 1901, cementfabrik, byggepudsfabrik, garveri og senere bygninger for oliefirmaerne Shell, Mobil, BP. Siden mange års omstrukturering, verdenskrigene og finanskriserne, er datidens fabrikker gået ud af brug og mange af bygningerne ligger nu forladt som i andre dele af Piræus og hele Athen.
"Drapetsona" var også titlen på en rebetiko sang, skrevet og sunget af folkesangeren Grigoris Bithikotsis i 1961.